# Isla Pauquino
Isla Pauquino är en ö i Mexiko. Den ligger i Estero La Florida, en kanal mellan den stora barriärön Isla Magdalena och fastland. Den tillhör kommunen Comondú i delstaten Baja California Sur, i den västra delen av landet. Arean är 2,2 kvadratkilometer.